# Natura 2000-område nr. 163 Suså, Tystrup-Bavelse Sø, Slagmosen, Holmegårds Mose og Porsmose
Natura 2000-område nr. 163 Suså, Tystrup-Bavelse Sø, Slagmosen, Holmegårds Mose og Porsmose  er et Natura 2000-område der består af habitatområderne  nr. H145, H146 og H194 og fuglebeskyttelsesområdeerne nr.  F91 og F93 og  har et areal på  40,84 km², hvoraf 89 hektar ejet af Naturstyrelsen. Området  følger   Suså  på en strækning af ca. 83 km, fra lidt vest for Rønnede til midt i Næstved by. I øst er mosekomplekset Holmegårds Mose, Gammellung, Tuerne og Porsmosen udpeget som fuglebeskyttelsesområde F91 og omfatter samtidigt habitatområderne H145 og noget af H194. I vest findes Tystrup-Bavelse Sø, der er udpeget til både fuglebeskyttelses-og habitatområde. Slagmosen (del af H194) og Rådmandshaven (H146) ved Næstved i områdets sydlige del er habitatområder. Natura 2000-området ligger   i Vandområdedistrikt II Sjælland  i vandplanomåde 2.5 Smålandsfarvandet. Hovedparten ligger i  Næstved Kommune men der er også arealer i Faxe, Ringsted og Sorø kommuner.

## Områdebeskrivelse
I den østlige del af Natura 2000-området ligger østdanmarks største højmose, Holmegårds Mose. Den blev frem til midten af 1950’erne drevet med udvinding af tørv til brændsel, og en stor del af Holmegårds Mose fremstår derfor i dag arret af afgravede tørveflader og åbne tørvegrave i forskellig grad af tilgroning, der nogle steder har skabt kontakt til det underliggende kalkholdige vand. Her veksler den ellers næringsfattige tørvemose med voksesteder for planter som hvas avneknippe og mygblomst. den fredede Holmegårds Mose er også et meget vigtigt arkæologisk område.
Gammellung og Tuerne ligger lige op ad Susåen og er mosearealer på tørv, hovedsageligt naturtypen  skovbevokset tørvemose, der er udsat for væsentlige udsving i vandstandsniveau hen over året. Områderne, især Gammellung er nogle gange  helt under vand. Moserne er bl.a. voksested for hvas avneknippe og rank viol. 
Susåen er Sjællands største vandløb og er i sommerhalvåret meget benyttet til kanosejlads. Vandløbet er yderst artsrigt, hvad angår både dyr og vandplanter. Til de mere bemærkelsesværdige kan nævnes tykskallet malermusling, pigsmerling, glinsende vandaks og sumpplanten pilblad. Der er i nyere tid kun fundet skaller af tykskallet malermusling i selve Susåen, men levende muslinger er i 2008 genfundet lige uden for Natura 2000-området i Torpe Kanal. 
Torpe Kanal er en del af Susåens vandsystem, hvorfor genindvandring af tykskallet malermusling vil være mulig, når de rette forhold tillader det. 
Tystrup-Bavelse Sø  er egentlig to adskilte søer med en smal gennemsejling ved Rejnstrup Holme. De er dannet som en tunneldal fra istiden, som også har sat sit tydelige præg på det omkringliggende bakkelandskab. Der findes en række interessante små kildevæld langs med søbredderne, og søerne er vigtige rasteområder for vandfugle og jagtområde for havørn.
Slagmosen, der afvander til den nedre Suså, indeholder både rigkær og mindre forekomster af den sjældne naturtype indlandssalteng. Indlandssalteng er betinget af saltholdigt vand og er karakteriseret ved plantesamfund, som kendes fra strandenge. Det saltholdige vand kommer op fra undergrunden i svage kilder.
Rådmandshaven i Næstved var indtil midt i 1800-tallet drevet som græsningsskov. Skoven blev delvist fredet i 1947, og hele den del, som ligger inden for habitatområdet, blev udlagt til urørt skov i 1997. Skoven er gammel løvskov, men kun med spredte meget gamle træer, da den blev hærget voldsomt under en storm i 1967. Flere rødlistede svampearter er registreret i skoven.

## Fredninger
Der er fire    fredninger i Natura 2000-området. 

### Holmegårds Mose
Holmegårds Mose blev fredet første gang i 1987. Fredningen omfattede da 326 hektar af mosens samlede areal på omkring 600 hektar.
I 2007 blev fredningen udvidet og skærpet. Naturklagenævnet afgjorde fredningen i 2009, så den  nu omfatter 547 ha.

### Sønderskov Overdrev
Ved Sønderskov Overdrev  blev det 29 hektar  fredet i 1989. Formålet med fredningen var at genskabe og opretholde området som græsningsoverdrev, idet overdrevet var begyndt at vokse til på grund af manglende græsning.

### Tystrup-Bavelse søerne
Omkring Tystrup-Bavelse Søerne  er 30 km²  fredet  af flere omgange. Landskaberne med marker og skove omkring de to store godser Næsbyholm og Bavelse blev fredet i 1957. En fredning af et område omkring Susåen ved Vester Broby skete i 1967. I 1969 inddrog man de store, åbne områder på Tystrup Søs sydside omkring landsbyerne Tystrup og Vinstrup samt et område syd for Bavelse Sø. I  1972 blev  arealer syd for søerne, som  tilhører godset Gunderslevholm lagt til fredningen.

### Rådmandshaven
I Rådmandshaven i Næstved blev  57 hektar fredet i 1947. Skoven   ejes af Herlufsholm Stiftelse.